# Здобутківська сільська рада
Здобу́тківська сільська́ ра́да — адміністративно-територіальна одиниця та орган місцевого самоврядування в Тальнівському районі Черкаської області. Адміністративний центр — селище Здобуток.

## Загальні відомості
- Населення ради: 718 осіб (станом на 2001 рік)

## Населені пункти
Сільській раді були підпорядковані населені пункти:
- с-ще Здобуток
- с-ще Тарасівка

## Склад ради
Рада складалася з 14 депутатів та голови.
- Голова ради: Капець Остап Іванович
- Секретар ради: Козакова Людмила Григорівна

### Керівний склад попередніх скликань
| Прізвище, ім'я, по батькові | Основні відомості                                                                       | Дата обрання | Дата звільнення |
| --------------------------- | --------------------------------------------------------------------------------------- | ------------ | --------------- |
| Жоломко Тетяна Петрівна     | Сільський голова, 1956 року народження, позапартійна                                    | 26.03.2006   | 22.12.2008      |
| Капець Остап Іванович       | Сільський голова, 1959 року народження, освіта середня спеціальна, безпартійний         | 03.05.2009   | 31.10.2010      |
| Капець Остап Іванович       | Сільський голова, 1959 року народження, освіта середня спеціальна, член Народної партії | 31.10.2010   |                 |

Примітка: таблиця складена за даними сайту Верховної Ради України

### Депутати
За результатами місцевих виборів 2010 року депутатами ради стали:

#### За суб'єктами висування
| Суб'єкт висування      | Кількість обраних депутатів | %    |
| ---------------------- | --------------------------- | ---- |
| Самовисування          | 10                          | 71,4 |
| Партія регіонів        | 3                           | 21,4 |
| Аграрна партія України | 1                           | 7,1  |

#### За округами
| № округу               | Прізвище, ім'я, по батькові    | Дата визнання обраним | Освіта             | Партійна приналежність       | Відомості про обраного депутата                    |
| ---------------------- | ------------------------------ | --------------------- | ------------------ | ---------------------------- | -------------------------------------------------- |
| Аграрна партія України |                                |                       |                    |                              |                                                    |
| 12                     | Вознюк Марія Іванівна          | 01.11.2010            | середня            | член Аграрної партії України | пенсіонер                                          |
| Партія регіонів        |                                |                       |                    |                              |                                                    |
| 3                      | Ярошенко Тетяна Павлівна       | 01.11.2010            | середня спеціальна | член Партії регіонів         | ФОП Ярошенко, підприємець                          |
| 4                      | Боровець Віра Адамівна         | 01.11.2010            | середня            | член Партії регіонів         | Здобутківська сільська рада, завідувачка СБК       |
| 10                     | Бублієнко Тетяна Володимирівна | 01.11.2010            | вища               | член Партії регіонів         | ПП Мельник, бухгалтер                              |
| Самовисування          |                                |                       |                    |                              |                                                    |
| 1                      | Мудрий Ігор Іванович           | 01.11.2010            | вища               | позапартійний                | Мошурівський консервний комбінат, агроном          |
| 2                      | Хоменко Світлана Миколаївна    | 01.11.2010            | вища               | позапартійна                 | тимчасово не працює                                |
| 5                      | Гаврилюк Григорій Адамович     | 01.11.2010            | середня            | член Партії регіонів         | ФОП Гаврилюк                                       |
| 6                      | Козакова Людмила Григорівна    | 01.11.2010            | середня спеціальна | позапартійна                 | Здобутківська сільська рада, секретар              |
| 7                      | Притула Петро Іванович         | 01.11.2010            | середня            | позапартійний                | Тальнівський рай. центр зайнятості, сторож         |
| 8                      | Тичина Анатолій Григорович     | 03.01.2011            | середня            | позапартійний                | Тальнівський щебзавод, різноробочій                |
| 9                      | Ковальчук Оксана Миколаївна    | 01.11.2010            | середня спеціальна | член Народної партії         | Здобутківська сільська рада, зав. бібліотекою      |
| 11                     | Коваль Людмила Миколаївна      | 01.11.2010            | вища               | позапартійна                 | пенсіонер                                          |
| 13                     | Білоус Валерій Васильович      | 01.11.2010            | середня            | позапартійний                | Здобутківська філія ТОВ «Агрофірма Корсунь», водій |
| 14                     | Порохненко Анатолій Васильович | 01.11.2010            | середня            | позапартійний                | пенсіонер                                          |